# Orca Sound
Orca Sound är ett sund i Antarktis. Det ligger i Sydshetlandsöarna. Argentina, Chile och Storbritannien gör anspråk på området.